# پراتس
پراتس (به لاتین: Prats) یک روستا در آندورا با جمعیت ۶۰ نفر است که در کانیلو واقع شده‌است.